# Овсянка-ремез
Овсянка-ремез (лат. Emberiza rustica) — вид птиц семейства овсянковых.

## Описание
Овсянка-ремез имеет пёструю окраску оперения и легко отличима от других овсянок. Тем не менее, есть сходство с тростниковой овсянкой.
Верхняя часть тела коричневатая с тёмными полосами. Голова у самца чёрная, с белой «бровью» и белым горлом. У самки голова скорее коричневого цвета, пятнистая и не чёрная. Перья на голове образуют узнаваемый, отсутствующий у других овсянок хохолок. Затылок, грудь, а также бока красно-коричневые.
Овсянка-ремез длиной примерно 15 см и весом 16-21 г. Длина крыльев составляет 7,5-8,5 см.

## Распространение
Овсянка-ремез — это перелётная птица. Её летние участки расположены в северных широтах. Она распространена от Скандинавии через северную часть России вплоть до Берингова пролива. Регионы её зимовки расположены на юге Восточной Азии. Здесь она встречается в Восточном Китае и Японии. Эта овсянка предпочитает гнездиться во влажных бореальных хвойных лесах.

## Вокализация и питание
Пение похоже на пение зарянки или лесной завирушки. Это высокое «твюит» или жёсткое и короткое «тик-тик». Самки тоже поют, но их песня тише. Питание состоит преимущественно из семян и насекомых, а также ягод.

## Размножение

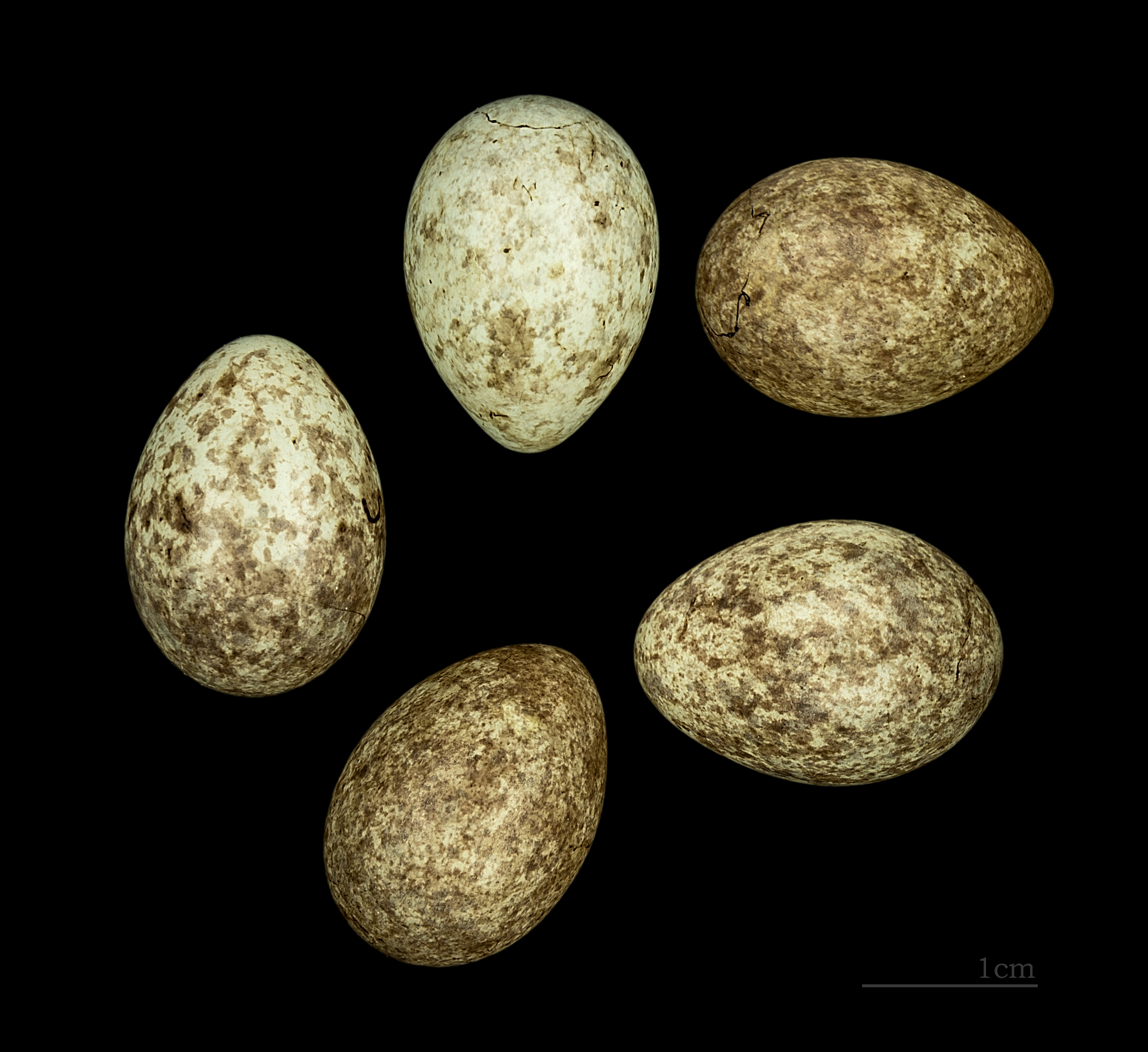
Emberiza rustica

Гнездится раз в год. Гнездо представляет собой чашку из стебельков и мха, выложено тонкой травой и волосами. Располагается чаще на земле или ближе к земле в густой растительности. В кладке от 4 до 5 яиц от белого до зеленовато-синего или даже от серо-коричневого до оливкового цвета. Период насиживания длится от 12 до 13 дней. Через от 9 до 10 дней птенцы становятся самостоятельными.